# Lijst van voetbalinterlands Oostenrijk - Tsjecho-Slowakije
Deze lijst van voetbalinterlands is een overzicht van alle officiële voetbalwedstrijden tussen de nationale teams van Oostenrijk en Tsjecho-Slowakije. De buurlanden speelden in totaal 36 keer tegen elkaar. De eerste ontmoeting, een vriendschappelijke wedstrijd, werd gespeeld in Praag op 24 mei 1925. Het laatste duel, eveneens een vriendschappelijke wedstrijd, vond plaats op 19 augustus 1992 in Bratislava.

## Wedstrijden
| №  | Plaats     | Datum             | Competitie        | Wedstrijd                      | Uitslag |
| -- | ---------- | ----------------- | ----------------- | ------------------------------ | ------- |
| 1  | Praag      | 24 mei 1925       | Vriendschappelijk | Tsjecho-Slowakije – Oostenrijk | 3 – 1   |
| 2  | Wenen      | 14 maart 1926     | Vriendschappelijk | Oostenrijk – Tsjecho-Slowakije | 2 – 0   |
| 3  | Praag      | 28 september 1926 | Vriendschappelijk | Tsjecho-Slowakije – Oostenrijk | 1 – 2   |
| 4  | Wenen      | 20 maart 1927     | Vriendschappelijk | Oostenrijk – Tsjecho-Slowakije | 1 – 2   |
| 5  | Praag      | 18 september 1927 | Vriendschappelijk | Tsjecho-Slowakije – Oostenrijk | 2 – 0   |
| 6  | Wenen      | 1 april 1928      | Vriendschappelijk | Oostenrijk – Tsjecho-Slowakije | 0 – 1   |
| 7  | Praag      | 17 maart 1929     | Vriendschappelijk | Tsjecho-Slowakije – Oostenrijk | 3 – 3   |
| 8  | Wenen      | 15 september 1929 | Vriendschappelijk | Oostenrijk – Tsjecho-Slowakije | 2 – 1   |
| 9  | Praag      | 23 maart 1930     | Vriendschappelijk | Tsjecho-Slowakije – Oostenrijk | 2 – 2   |
| 10 | Wenen      | 12 april 1931     | Vriendschappelijk | Oostenrijk – Tsjecho-Slowakije | 2 – 1   |
| 11 | Praag      | 22 mei 1932       | Vriendschappelijk | Tsjecho-Slowakije – Oostenrijk | 1 – 1   |
| 12 | Wenen      | 9 april 1933      | Vriendschappelijk | Oostenrijk – Tsjecho-Slowakije | 1 – 2   |
| 13 | Praag      | 17 september 1933 | Vriendschappelijk | Tsjecho-Slowakije – Oostenrijk | 3 – 3   |
| 14 | Wenen      | 23 september 1934 | Vriendschappelijk | Oostenrijk – Tsjecho-Slowakije | 2 – 2   |
| 15 | Praag      | 14 april 1935     | Vriendschappelijk | Tsjecho-Slowakije – Oostenrijk | 0 – 0   |
| 16 | Wenen      | 22 maart 1936     | Vriendschappelijk | Oostenrijk – Tsjecho-Slowakije | 1 – 1   |
| 17 | Praag      | 24 oktober 1937   | Vriendschappelijk | Tsjecho-Slowakije – Oostenrijk | 2 – 1   |
| 18 | Wenen      | 27 oktober 1946   | Vriendschappelijk | Oostenrijk – Tsjecho-Slowakije | 3 – 4   |
| 19 | Praag      | 5 oktober 1947    | Vriendschappelijk | Tsjecho-Slowakije – Oostenrijk | 3 – 2   |
| 20 | Bratislava | 31 oktober 1948   | Vriendschappelijk | Tsjecho-Slowakije – Oostenrijk | 3 – 1   |
| 21 | Wenen      | 25 september 1949 | Vriendschappelijk | Oostenrijk – Tsjecho-Slowakije | 3 – 1   |
| 22 | Zürich     | 19 juni 1954      | WK 1954           | Oostenrijk – Tsjecho-Slowakije | 5 – 0   |
| 23 | Brno       | 27 maart 1955     | Vriendschappelijk | Tsjecho-Slowakije – Oostenrijk | 3 – 2   |
| 24 | Wenen      | 13 oktober 1957   | Vriendschappelijk | Oostenrijk – Tsjecho-Slowakije | 2 – 2   |
| 25 | Praag      | 1 mei 1960        | Vriendschappelijk | Tsjecho-Slowakije – Oostenrijk | 4 – 0   |
| 26 | Wenen      | 16 september 1962 | Vriendschappelijk | Oostenrijk – Tsjecho-Slowakije | 0 – 6   |
| 27 | Wenen      | 24 april 1963     | Vriendschappelijk | Oostenrijk – Tsjecho-Slowakije | 3 – 1   |
| 28 | Wenen      | 12 april 1970     | Vriendschappelijk | Oostenrijk – Tsjecho-Slowakije | 1 – 3   |
| 29 | Brno       | 8 april 1972      | Vriendschappelijk | Tsjecho-Slowakije – Oostenrijk | 2 – 0   |
| 30 | Wenen      | 7 juni 1975       | Vriendschappelijk | Oostenrijk – Tsjecho-Slowakije | 0 – 0   |
| 31 | Ostrava    | 1 juni 1977       | Vriendschappelijk | Tsjecho-Slowakije – Oostenrijk | 0 – 0   |
| 32 | Wenen      | 28 april 1982     | Vriendschappelijk | Oostenrijk – Tsjecho-Slowakije | 2 – 1   |
| 33 | Praag      | 20 september 1988 | Vriendschappelijk | Tsjecho-Slowakije – Oostenrijk | 4 – 2   |
| 34 | Graz       | 11 april 1989     | Vriendschappelijk | Oostenrijk – Tsjecho-Slowakije | 1 – 2   |
| 35 | Florence   | 15 juni 1990      | WK 1990           | Oostenrijk – Tsjecho-Slowakije | 0 – 1   |
| 36 | Bratislava | 19 augustus 1992  | Vriendschappelijk | Tsjecho-Slowakije – Oostenrijk | 2 – 2   |

## Samenvatting
| Competitie        | Totaal gespeeld | Winst Oostenrijk | Gelijk | Winst Tsjecho-Slowakije | Doelsaldo Oostenrijk – Tsjecho-Slowakije |
| ----------------- | --------------- | ---------------- | ------ | ----------------------- | ---------------------------------------- |
| WK-eindronde      | 2               | 1                | 0      | 1                       | 5 − 1                                    |
| Vriendschappelijk | 34              | 7                | 11     | 16                      | 48 − 68                                  |
| Totaal            | 36              | 8                | 11     | 17                      | 53 − 69                                  |

## Details

### Vijftiende ontmoeting
| Tsjecho-Slowakije | 0 – 0 | Oostenrijk |
|                   | goals |            |

### 30ste ontmoeting
| Oostenrijk | 0 – 0 | Tsjecho-Slowakije |
|            | goals |                   |

### 31ste ontmoeting
| Tsjecho-Slowakije | 0 – 0 | Oostenrijk |
|                   | goals |            |